# Claude Lévi-Strauss
Claude Lévi-Strauss (n. 28 noiembrie 1908, Bruxelles - d. 30 octombrie 2009, Paris) a fost un antropolog francez, teoretician al structuralismului etnologic. A fost membru al Academiei Franceze.

## Biografie
S-a născut din părinți francezi, de etnie evrei alsacieni, care pe atunci locuiau în Brussel, unde tatăl lucra ca pictor.  A copilărit la Paris.
În timpul Primului Război Mondial a locuit la bunicul matern care era rabin la o sinagogă din Versailles.  A urmat liceele Janson de Sailly și apoi Condorcet.
Studiază la Sorbona Dreptul și Filozofia.
În 1931, obține doctoratul în filozofie și, după ce activează câțiva ani ca profesor secundar, intră ca participant la o misiune culturală a Franței în Brazilia.  Acolo, în 1935, este numit profesor de sociologie la Universitatea din São Paulo, în timp ce soția, Dina, activa acolo ca profesor de etnologie.
Organizează mai multe expediții în Mato Grosso și bazinul amazonian. Va relata aceste experiențe în Tropice triste și Gândirea sălbatică.  Din 1959, este titularul catedrei de Antropologie socială de la Collège de France.
Se pensionează în 1982.  În 1973, devine primul etnolog primit în Academia Franceză.
Unul dintre discipolii săi a fost romanciera și filozoful Catherine Clément.
Aceasta, referindu-se la metoda structuralistă aplicată de Lévi-Strauss faptelor simbolice, avea să declare:
"Când ne spune că «gândirea sălbatică» este în fiecare din noi, [Claude Lévi-Strauss] nu vrea să spună că ar exista o deosebire de funcționare mentală între primitivi și noi."

## Opere
- 1949: Structures élémentaires de la parenté (Structurile elementare ale rudeniei), lucrare prin care a pus bazele antropologiei moderne.
- 1952: Race et histoire
- 1955: Tristes Tropiques (Tropice triste)
- 1958: Anthropologie structurale
- 1962: Le Totémisme aujourd’hui
- 1962: La pensée sauvage (Gândirea sălbatică)
- 1964: Mythologiques, Bd. I, Le cru et le cuit
- 1966: Mythologiques, Bd. II, Du miel au cendres
- 1968: Mythologiques, Bd. III
- 1971: Mythologiques, Bd. IV, L’homme nu
- 1973: Anthropologie structurale deux
- 1975: La Voie des masques
- 1979: Myth and Meaning
- 1983: Le Regard éloigné
- 1985: La Potière jalouse
- 1991: Histoire de lynx
- 1993: Regarder, écouter, lire